# North Saskatchewan

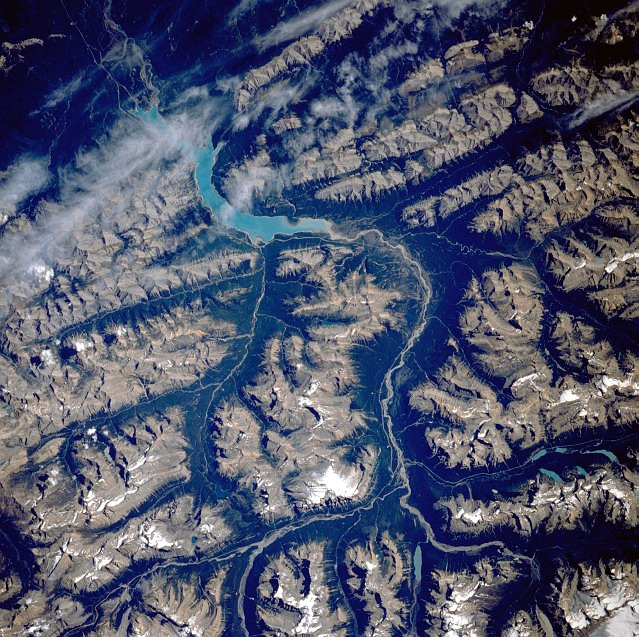
North Saskatchewan vanuit de ruimte

De North Saskatchewan is een gletsjerrivier die vanaf het oosten van de Canadese Rocky Mountains naar het midden van de provincie Saskatchewan stroomt. Ze zal, tezamen met de South Saskatchewan, uiteindelijk de rivier de Saskatchewan vormen.
De North Saskatchewan heeft een lengte van 1287 km en een stroomgebied van 122.800 km².
Rond 1910 waren er plannen de North Saskatchewan te gebruiken voor waterkrachtcentrales in de buurt van Drayton Valley. Vertragingen en de uitbraak van de Eerste Wereldoorlog zouden deze plannen uiteindelijk doorkruisen. Uiteindelijk werd in 1971 de Bighorn Dam gebouwd in de buurt van Nordegg, waardoor het Abrahammeer ontstond, een van de grootste bekkens in Alberta.
Een van de belangrijkste zijrivieren van de North Saskatchewan, de Brazeau, herbergt sinds 1965 de Brazeau Hydroelectric Dam. Dit is de grootste waterkrachtfaciliteit van de provincie Alberta.